# 무라오카 노조미
무라오카 노조미(일본어: 村岡希美, 1970년 9월 9일 ~ )는 일본의 배우이다.